# توماس فريدريك تشافاس
السير توماس فريدريك تشافاس طبيب، وزميل الكلية الملكية للجراحين في إدنبرة، وزميل الكلية الملكية للجراحين في إنكلترا (19 مارس 1854 -  17 فبراير 1913) كان جراحًا إنكليزيًا، تعلم ممارسة الجراحة العقيمة من جوزيف ليستر في إدنبرة وبقي مدافعًا عن هذه التقنية طوال حياته المهنية. بوصفه جراحًا في مستشفى برمنغهام العام كان ذا تأثير مهم في تصميم المستشفى الجديد في عام 1897 وعمل بنشاط لجمع التبرعات لهذا المشروع. كان أيضًا داعمًا نشيطًا لجمعية الصليب الأحمر البريطاني وفرقة سانت جونس للإسعاف، حاز لقب فارس في عام 1905.

## النشأة
ولد تشافاس في وايلد غرين في واروكشاير، وهو الابن السادس لتوماس تشافاس (1800 – 1884)، كان توماس الأب جراحًا مارس المهنة في برمنغهام ثم في المناطق الحضرية لواروكشاير. بدأ توماس الابن دراسة الطب في كلية كوين في برمنغهام وتلقّى التدريب السريري في المستشفى العام ببرمنغهام. انضم قبل التخرج إلى كلية الطب في إدنبرة. كان أستاذه جوزيف ليستر أول من علمه أهمية الجراحة العقيمة. تخرج حاملًا البكالورويس في الطب والجراحة. أمضى ستة أشهر بعد التخرج في فيينا متدربًا في عيادة ثيودور بيلروث، الذي كان حينها رائد جراحة البطن. جذبت عيادة بيلروث الجراحين المبتدئين من كل أنحاء أوروبا ومن بين هؤلاء زميل تشافاس الطبيب (الذي أصبح سير في ما بعد) جورج أندرياس بيري. من فيينا تابع تشافاس تدريبه في برلين في المشفى الجامعي «تشاريتي» تحت يد برنهارد فون  لانغنبيك وهو الجراح الذي يعود إليه الفضل في تأسيس الجراحة القائمة على الأسس العلمية في ألمانيا. وعند عودته إلى إدنبرة أصبح تشافاس جراحًا مقيمًا تحت إشراف الأستاذ جيمس سبينس. 
كان سبينس معارضًا لممارسة الجراحة العقيمة، ما جعل تشافاس دبلوماسيًا مع أستاذه حول حماسته لممارسات التعقيم الليسترية. طور خبرته في التعقيم دون إزعاج أستاذه من خلال حضور عيادة ليستر مساء كل أحد. في عام 1878 نال الدرجة العليا في الطب واجتاز كل امتحاناته ليصبح زميلًا للكلية الملكية للجراحين في إدنبره.

## المهنة الطبية
في 1878 تقدم تشافاس إلى منصب مساعد جراح في المستشفى العام في برمنغهام، ولكن ليُعين في هذه الوظيفة عليه أن يقدم شهادة الزمالة التي لن ينالها حتى يبلغ من العمر 25 عامًا.  علقت الكلية الملكية للجراحين في إدنبرة العمل بهذا القانون لتسمح لتشافاس أن ينال شهادته، وبذلك بدأ العمل، لم ينس تشافاس ما اعتبره عملًا نبيلًا من الكلية وكتب رسالةً بعد واحد وعشرين عامًا لرئيس الكلية حينها السير باتريك هيرون واتسون معبرًا عن شكره ومتبرعًا بمبلغ من المال استخدمته الكلية لشراء كأس تشافاس.
أصبح جراحًا مستقلًا في 1881 بعمر 27 عامًا فقط وهي سن مبكرة لهذا العمل. أصبح الجراح الأول في المستشفى في 1894، تقاعد في 1912 حين أصبح جراحًا مستشارًا. كان لتشافاس تأثيره في تصميم وإعادة بناء المستشفى حين نُقل إلى شارع ستيل هاوس في 1897. وساعد في تمويل هذا المشروع عبر جمع الهبات من العائلة والمعارف. تقدّم إلى زمالة الكلية الملكية للجراحين في إنكلترا في 1899. بقي تشافاس طوال فترة عمله مدافعًا متحمسًا عن الجراحة العقيمة.
عمل تشافاس أيضًا بصفة جراح مستشار في مشفى كوربت في ستوربريدج وفي مستوصف سوتون في كولدفيلد. رأس الجمعية الطبية في الأرض الوسطى وهي فرع للرابطة الطبية البريطانية، ورأس المعهد الطبي في برمنغهام. في اجتماع الرابطة الطبية البريطانية في برمنغهام في 1911 رأس تشافاس قسم الجراحة. كان داعمًا نشيطًا لجمعية الصليب الأحمر البريطاني. نال لقب فارس في 1905.

## الوفاة
أثناء ممارسة الصيد في 13 ديسمبر 1912، سقط تشافاس وعانى من كسور متعددة في الفخذ. وبدا أنه يتماثل للشفاء في منزله في بارنت غرين في واروكشاير لكنه مات فجأة في 17 فبراير 1913 ويرجح أن يكون سبب الوفاة صمة رئوية.